# Eloy Cavazos
Pour les articles homonymes, voir Cavazos.
Eloy Cavazos Ramírez, né le 25 août 1949 à Guadalupe (Mexique, État de Nuevo León), est un torero mexicain.

## Présentation
Eloy Cavazos, un des principaux matadors mexicains de la fin du XXe siècle, a connu son âge d’or durant les années 1980, obtenant de nombreux triomphes dans toutes les arènes d’Amérique latine. En revanche, en Espagne et en France, il n’a participé à des corridas que de manière épisodique.

### Carrière
- Présentation à Mexico : 12 juillet 1966 aux côtés de Gonzalo Iturbe et Leonardo Manzanos. Novillos de la ganadería de Santa Marta.
- Alternative : Monterrey (Mexique, État de Nuevo Léón) le 28 août 1966. Parrain, Antonio Velázquez ; témoin, Manolo Martínez. Taureaux de la ganadería de San Miguel Mimiahuapam.
- Confirmation d’alternative à Mexico : 14 janvier 1968. Parrain, Alfredo Leal ; témoin, Jaime Rangel. Taureaux de la ganadería de Jesús Cabrera.
- Confirmation d’alternative à Madrid : 20 mai 1971. Parrain, « Miguelín » ; témoin, Gabriel de la Casa. Taureaux de la ganadería de José Luis Osborne.